# 蒋英 (歌唱家)
蔣英（1919年9月7日—2012年2月5日），浙江海寧人，中國聲樂教育家、女高音歌唱家、鋼琴家，“歐洲古典藝術歌曲權威”，專門唱最深刻的德國古典藝術歌曲，音域寬廣優美。
蔣百里的三女兒，中日混血儿，錢學森之妻。金庸因为蔣百里元配夫人查品珍是金庸的同族姑母（非蔣英的生母）的关系称蔣英为表姐。

## 生平
其父蔣百里任保定軍校校長時，曾因校務有求於陸軍部被拒，有感失信於學生，集會時在師生面前以手槍自戕，未遂。之後結識日籍看護佐藤屋子，與其結婚，婚後佐藤屋子改名為佐梅。
錢學森的父親錢均夫和蔣英的父親蔣百里都是前清秀才，又同是留日學生，回國後都在北京供職，因此兩家來往甚密。
只有一個獨生子的錢均夫提出要蔣家三女兒、5歲的蔣英到錢家做閨女。蔣英從蔣家過繼到錢家是非常正式的，蔣錢兩家宴請了親朋好友，蔣英的名字也改為錢學英。但不久，蔣英父母捨不得，又要了回去。在蔣、錢兩家的一次聚會中，錢學森和蔣英當著他們的父母，唱起了《燕雙飛》，唱得那樣自然、和諧，四位大人都高興地笑了。錢學森和蔣英更沒想到，兒時的一曲《燕雙飛》，竟然成為他們日後結為伉儷的預言，也成了他們偕行萬里的真實寫照。
蔣英自幼喜好音樂，1936年，十七歲隨父遊歐洲，旅行意奧諸國，1937年進入德國柏林音樂大學研習，1941年畢業，隨後獲柏林德國大戲院之聘，數度演唱，並與德國留音片公司“德律風根”商訂出版唱片十年之合同，但這時候德歐戰爭已發生，蔣英乃赴瑞士繼續研究“音學”。
1943年瑞士“魯辰”萬國音樂年會上，蔣英參加匈牙利高音名師依隆娜·德瑞高所主辦的各國女高音比賽，名列第一，為東亞獲勝之第一人。
1946年，蔣英學成回到上海，並於蘭心大戲院舉辦首場音樂會，引起轟動。錢學森之父錢均夫與蔣百里有深交，钱学森與蔣英為青梅竹馬。
1947年，蔣英於上海與錢學森結婚。同年9月26日，二人在美國波士頓安置新家，錢學森送給新婚妻子一台鋼琴。育有一子錢永剛、一女錢永真。
1949年以後美國發生麥卡錫主義風潮，錢學森被移民局下驅逐令並遭監禁和軟禁。
1955年10月，中美政府達成共識，錢學森及家屬獲准從美國返回中國。
回国后，蔣英先在中央实验歌剧院任指导和独唱演员，不久转到中央音乐学院并长期担任歌剧系教授，教有学生李双江。
2012年2月5日逝世，享壽92歲。

### 引用
1. ↑  金庸. . 人文与社会.   [2009-11-05]. （原始内容存档于2010-12-02） （中文（简体））.
2. ↑  Perrett, B. (January 7, 2008), Sea Change, Aviation Week and Space Technology, Vol. 168, No. 1, p.57-61.
3. ↑  吕春. . 中国新闻网（转自中国政协报）. 2009年5月7日  [2009年11月5日]. （原始内容存档于2009年11月3日） （中文（简体））.

### 书籍
- 王文華：《錢學森的情感世界》
- 張純如，《中國飛彈之父：錢學森之謎》